# Giovanni Domenico Roncalli
Giovanni Domenico Roncalli, conosciuto anche con i cognomi Roncali o Roncale (Rovigo, 1530 – Padova, 14 marzo 1562) è stato un mercante e politico italiano. Fu una delle principali figure aderenti alla Riforma protestante nella Repubblica veneta.

## Biografia

### Giovinezza e famiglia
Nato da Antonio e Margherita Casalini, la famiglia era originaria della Valle Imagna, ma fu aggregata al Consiglio comunale di Rovigo nel 1545. Alla morte del padre, probabilmente avvenuta nello stesso periodo, ereditò un ingente patrimonio costituito da immobili, terreni e 2000 scudi d’oro. Nulla si sa della sua formazione, tranne che tra il 1551 e il 1553 prese parte alle lezioni di canto di Antonio da Torino, da cui ebbe i primi contatti con le dottrine riformate, che lo portarono in seguito alla conversione al calvinismo. Non si conosce la data in cui sposò Margherita, figlia di Gaspare Malmignati da Lendinara, che gli portò in dote 3000 scudi d’oro e dalla quale ebbe tre figli: Antonio, Giovanni e Gioconda.

### Carriera
Nel 1554 fu inviato come ambasciatore a Venezia per celebrare l’elezione del nuovo doge Francesco Venier, che gli conferì il titolo di Cavaliere di San Marco, in segno di gratitudine per l’orazione recitata in suo onore, stampata quello stesso anno a Venezia e quindi ripubblicata da Francesco Sansovino in un volume uscito nel 1562. Il 22 settembre 1555 recitò una seconda orazione, dedicata all’origine di Rovigo, in onore del podestà Lorenzo da Mula, giunto in reggimento della città. Il 12 gennaio 1559 ottenne invece un seggio nel consiglio municipale cittadino. Fu inoltre attento amministratore dei propri beni fondiari e si occupò personalmente, insieme allo zio Giovanni, delle attività economiche della famiglia, da generazioni impegnata nel commercio di panni. Tra i molti investimenti, partecipò nel 1556 al progetto di bonifica della Valle di Santa Giustina.

### Eterodossia
In contatto epistolare con Lucrezia Gonzaga, viene ricordato da Ortensio Lando nel Dialogo della consolatione et utilità che si gusta leggendo la Sacra Scrittura, ed è dedicatario del Vocabolario che Girolamo Ruscelli accluse all’edizione del Decameron stampato nel 1552. Nell’agosto dell’anno successivo fondò a Rovigo l’Accademia degli Addormentati, chiusa nel 1562, perché considerata centro di diffusione di ideali eretici. Molti dei suoi membri, fra i quali il notaio rodigino Domenico Mazzarello e il grammatico senese Pietro Illicino, furono infatti processati insieme probabilmente a Roncalli nel 1558.
Anche a causa dei sospetti del Sant'Uffizio, iniziò a visitare con frequenza prima Venezia e quindi Padova, dove si trasferì definitivamente in una casa presa in affitto dalla vedova di Ruzante. Qui viveva già la famiglia di suo cognato Ottaviano Giglioli, processato per eresia nel 1564, insieme alla moglie e alla suocera. Giglioli rivelò i nomi di alcuni frequentatori di casa Roncalli, fra cui il medico e anabattista padovano Niccolò Buccella e il calvinista veneto Oddo Quarto, che ospitò spesso nella sua villa di Monselice la stessa famiglia Roncalli. A Venezia Roncalli frequentò inoltre l’ambasciatore di Francia e diversi eretici.
In una lettera dell’11 novembre 1561 Roncalli promise a Pietro Lauro di integrare la dote di una sua figlia di 10 ducati qualora la ragazza fosse andata in moglie a un giovane che avesse «cognizione della vera fede». Ratificò tale impegno nel suo testamento, stilato nella casa padovana alla presenza dell’amico Ulisse Martinengo. Nel testamento la sua consistente eredità venne spartita tra i tre figli, posti sotto la tutela dello zio Giovanni, la madre, la moglie, la sorella e la servitù; un lascito interessò inoltre i fratelli Pellizzari, mercanti tra il Veneto e Lione ed esponenti del movimento calvinista di Vicenza.
Morì il 14 marzo 1562, a causa delle conseguenze di una tubercolosi polmonare, come si sappiamo da una lettera scritta dalla moglie l’11 aprile 1562.